# Baskouré
Baskouré è un dipartimento del Burkina Faso classificato come comune, situato nella provincia  di Kouritenga, facente parte della Regione del Centro-Est.
Il dipartimento si compone del capoluogo e di altri 11 villaggi: Balgo, Boumdoudoum, Komsilga, Lilgomde, Nakaba, Niago, Oualogo, Ounougou, Sambraoghin, Seguem e Tossin.